# Биело-Брдо (Дервента)
Биело-Брдо (серб. Бијело Брдо, хорв. Bijelo Brdo) — населенный пункт (деревня) в общине Дервента, который принадлежит энтитету Республике Сербской, Босния и Герцеговина. По результатам югославской переписи населения 1991 года в Биело-Брдо проживало 1311 человек.

## Население
В населении деревни значительно преобладают хорваты.
| 1961                           | 1971 | 1981 | 1991 | - | - | - |
| ------------------------------ | ---- | ---- | ---- | - | - | - |
| 1552                           | 1577 | 1539 | 1311 | - | - | - |
| Гистограмма динамики населения |      |      |      |   |   |   |

### Национальный состав
1971 год:
- сербы — 5 (0,31 %);
- хорваты — 1556 (98,66 %);
- югославы — 0;
- мусульмане — 0;
- другие — 16 (1,01 %).

1981 год:
- сербы — 5 (0,32 %);
- хорваты — 1505 (98,43 %);
- югославы — 7 (0,45 %);
- мусульмане — 0;
- другие — 12 (0,78 %).

1991 год:
- сербы — 8 (0,61 %);
- хорваты — 1286 (98,09 %);
- югославы — 8 (0,61 %);
- мусульмане — 0;
- другие — 9 (0,68 %).